# DDR-Meisterschaften im Hallenfaustball 1987/88
Die DDR-Meisterschaften im Hallenfaustball 1987/88 waren die 36. Austragung der DDR-Meisterschaften der Männer und Frauen im Hallenfaustball der DDR in der Saison 1987/88. Die Finalturniere fanden am Wochenende 12./13. März 1988 in Schwerin statt.
An den Turnieren nahmen die vier bestplatzierten Mannschaften der DDR-Oberliga teil.
Während der Seriensieger von Chemie Weißwasser bei den Frauen sich dem neuen Meister Lokomotive Schwerin geschlagen geben musste, konnte Lokomotive Dresden bei den Männern seinen Vorjahrestitel verteidigen.

## Frauen
Spiele:
- Finale: Lok Schwerin – Chemie Weißwasser 2:1 (13:11, 5:12, 12:6)
- kleines Finale: TSG Berlin-Oberschöneweide – SG Heidenau 2:0 (12:5, 12:7)

Endstand
| Platz | Mannschaft                 |
| ----- | -------------------------- |
| 1.    | Lok Schwerin               |
| 2.    | Chemie Weißwasser          |
| 3.    | TSG Berlin-Oberschöneweide |
| 4.    | SG Heidenau                |

## Männer
Spiele:
- Finale: Lok Dresden – Lok „Erich Steinfurth“ Berlin I 2:0 (15:5, 16:14)
- kleines Finale: BSG Traktor Bachfeld – Lok „Erich Steinfurth“ Berlin II 2:1 (15:10, 12:15, 15:11)

Endstand
| Platz | Mannschaft                       |
| ----- | -------------------------------- |
| 1.    | Lok Dresden                      |
| 2.    | Lok „Erich Steinfurth“ Berlin I  |
| 3.    | BSG Traktor Bachfeld             |
| 4.    | Lok „Erich Steinfurth“ Berlin II |